# ローラン・カビラ
ローラン＝デジレ・カビラ（Laurent-Désiré Kabila, 1939年11月27日 - 2001年1月16日）は、コンゴ民主共和国の政治家。同国大統領（第3代、任期：1997年5月17日 - 2001年1月16日）。ザイールで独裁者と呼ばれ32年間統治したモブツ・セセ・セコをルワンダ等の支援を受け打倒したが、自らも暗殺された。大統領は息子のジョゼフ・カビラが継いだ。

## 生い立ち
カビラはベルギー領コンゴカタンガ州ジャドヴィル（現在のリカシ）でルバ族の父とルンダ族の母の元に生まれた。カビラはフランスで政治哲学を学び、ダルエスサラーム大学で学んだ。

## コンゴ動乱
コンゴが1960年に独立するとコンゴ動乱が起こった。カビラはパトリス・ルムンバを支持するカタンガ・ルバ人協会（バルバカ党）青年団の「副司令官」となり、カタンガ国大統領モイーズ・チョンベと戦った。ルムンバは数ヶ月のうちにジョゼフ・モブツに倒され、1962年までにカビラは北部カタンガのフェルディナン・トゥンバ政権の情報相となった。彼はルムンバ主義組織 Prosper Mwamba Ilunga を立ち上げ、別のルムンバ主義組織・国民解放会議が結成された際には、東部コンゴ特にキヴと北部カタンガにオルグの為に派遣された。1965年にはタンガニーカ湖対岸のタンザニアのキゴマから越境作戦を開始した。

## モブツ政権時代
チェ・ゲバラは1965年に短期間カビラを支援した。ゲバラはキューバ方式の革命を計画し、約100名の手勢を引連れてコンゴに現れた。当時26歳のカビラはゲバラにすると酒と女を欲しがり「時の人」ではなかった。この意見によれば、ゲバラはカビラがこの目的でゲバラ達を支援しており後にそれを宣伝すると思っていた。カビラとゲバラの協力関係は成立せず、革命はその年のうちに弾圧された。
1967年カビラと残った支持者たちは活動の場を南キヴ州のフィジ・バラカの山岳地帯に移し、人民革命党 (PRP) を結成した。中華人民共和国の支援を受けてカビラは毛沢東主義 に傾倒して南キヴに分離独立国家を作った。この小さな社会主義国家では集団農場や強要、鉱物の密輸が行われた。報道によれば地方の軍の司令官はPRPの飛び地を警戒して、強要や強盗による利益の削減と引き換えに軍事物資を取り引きした。1970年代後半と1980年代前半までに、カビラはかなりの富を集めて、ダルエスサラームとカンパラに家を立てた。カンパラでは後の大統領ヨウェリ・ムセベニと会っていたと伝えられている。ムセベニとタンザニア大統領ジュリウス・ニエレレは後にルワンダ大統領となるポール・カガメをカビラに紹介した。これらの接点も第一次コンゴ戦争にルワンダとウガンダが介入する根拠となった。1988年にPRP国家は消滅しカビラも姿を消して、広く死んだと思われていた。

## コンゴ戦争と大統領就任

カビラの用いたコンゴ民主共和国旗

カビラは第一次コンゴ戦争が始まる1996年10月にフツの勢力を追ってツチの軍勢を率いて戻ってきた。ブルンジ、ウガンダ、ルワンダのツチ政権の支援を受け、カビラは議長としてコンゴ・ザイール解放民主勢力連合 (AFDL) を率いて全面的な反乱を開始した。1997年半ばまでに「数万人の市民」の犠牲を伴ってカビラが勝利し、1997年5月の和平交渉の失敗によりモブツは国外逃亡した。5月17日ルブンバシで勝利宣言を行い、憲法を停止して国名をザイールからコンゴ民主共和国へ戻した。5月20日にキンシャサに入る時には終身大統領に事実上就任していた。
カビラはマルクス主義者であったが、この時の政策は資本主義と集団主義の混合であった。西側の一部にはカビラを新世代のアフリカの指導者としてその政策を前任者の権威主義、汚職、人権侵害と違うと評する者もいた。カビラはモブツ政権の情報相ドミニク・サコンビ・イノンゴの助言で個人崇拝を準備した為に自己顕示欲が強いと非難され、「もう一人のモブツ」とも呼ばれていた。
1998年にカビラの元同盟者であったウガンダとルワンダが彼に敵対して、新たな反政府勢力コンゴ民主連合 (RCD) を支援するようになった。カビラは南部アフリカ開発共同体に軍事介入を要請し、ジンバブエ、ナミビア、アンゴラとともに第二次コンゴ戦争を戦い、南部と西部を維持した（北部はウガンダ、東部はルワンダに支配された）。
1999年7月の和平交渉で外国軍の撤退で合意された。

## 暗殺

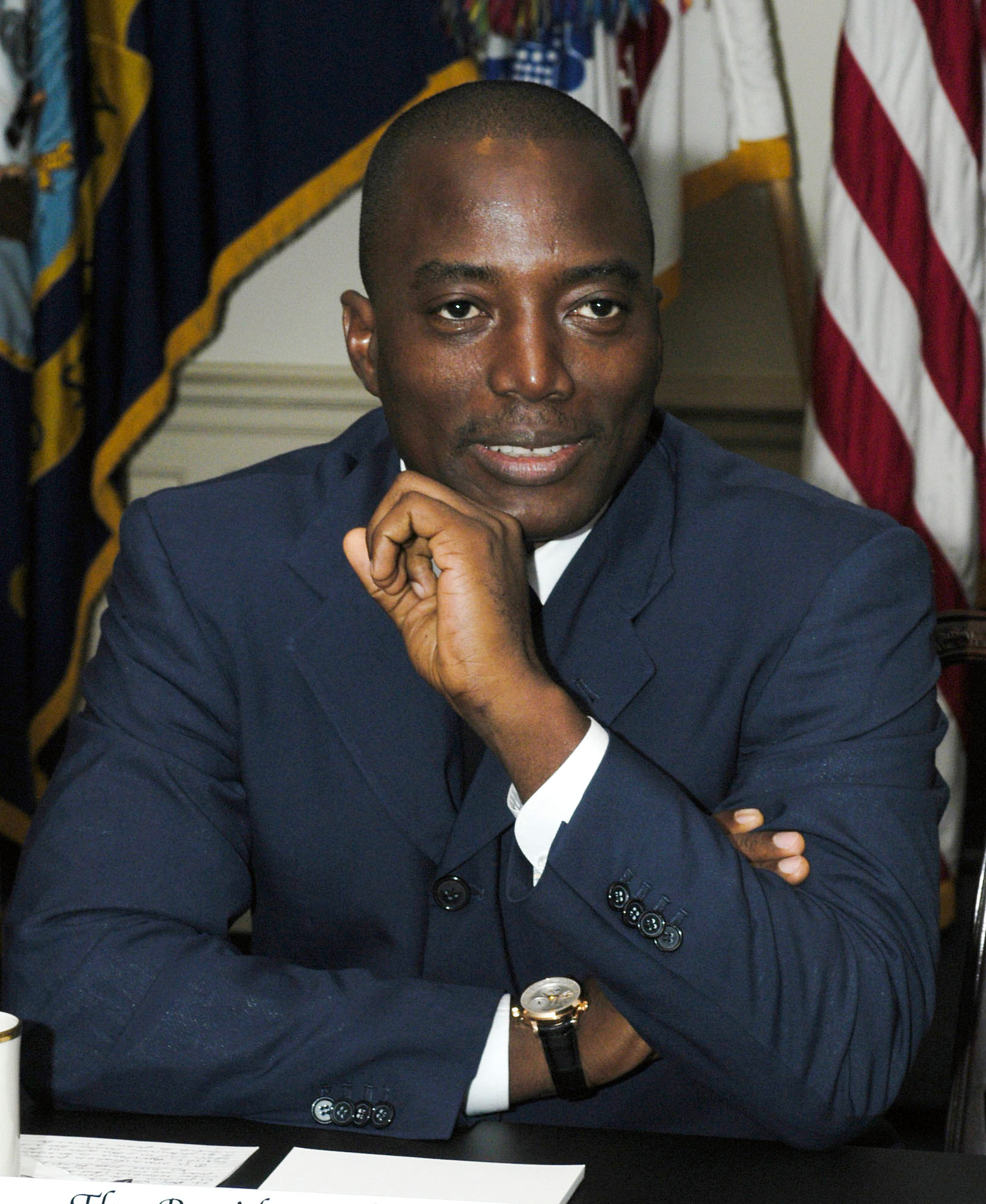
ジョゼフ・カビラ

2001年1月16日午後カビラは護衛であったラシディ・カセレカに撃たれた。カセレカは射殺され、カビラはジンバブエに移送され医療処置を受けたが、18日に死亡が確認された。1週間後遺体がコンゴに戻され、中国への留学から帰国して当時コンゴ民主共和国軍の参謀総長に就任していた息子ジョゼフにより国葬された。10日後、ジョゼフは後任大統領となった。
特別軍事法廷による捜査により、135人が裁判にかけられ、2003年1月カビラの従兄弟の一人エディ・カペンド大佐を首謀者として他25人に死刑判決が下された。その他64名が6ヶ月から終身刑の判決で投獄され、45名は釈放された。

## ナイジェリア詐欺
ナイジェリアの手紙の差出人のうちにはローラン・カビラや関係者の名前を使う者もいるが、実際に繋がりがある訳ではない。

## 脚註
1. ↑  Kevin C. Dunn, "A Survival Guide to Kinshasa: Lessons of the Father, Passed Down to the Son" in John F. Clark, ed., The African Stakes of the Congo War, Palgrave MacMillan: New York, 2004, ISBN 1-4039-6723-7, p. 54
2. ↑  Jean Piel, "Les illusions africaines de Che Guevara", MFI HEBDO: Politique Diplomatie, 2007年10月2日。
3. ↑  “Kabila: saint or dictator? Zaire awaits its fate”. インデペンデント. (2002年4月4日) 2018年8月24日閲覧。
4. ↑  Dunn, p. 55
5. ↑  "Profile: Laurent Kabila", BBC, 17 January, 2001.
6. ↑  Edgerton, Robert. The Troubled Heart of Africa: A History of the Congo'.' St. Martin's Press. ISBN 0-312-30486-2
7. ↑  “SADC Interventions in the Democratic Republic of the Congo”.   ACCORD. 2018年7月15日閲覧。
8. ↑  Mitchell Zuckoff, "The Perfect Mark," The New Yorker, MAY 15, 2006.